# Katō Takaaki
Bá tước Katō Takaaki (加藤 高明 Gia Đằng Cao Minh, 3 tháng 1 năm 1860 – 28 tháng 1 năm 1926) là chính trị gia người Nhật và Thủ tướng Nhật Bản từ 11 tháng 6 năm 1924 cho đến khi ông qua đời vào 28 tháng 1 năm 1926, trong giai đoạn mà sử gia đã gọi là "Dân chủ Taishō". Ông còn được biết với tên Katō Kōmei.